# 후궁 (중국)
중국의 후궁은 중화민국 이전 중국 대륙에 존재했던 옛 국가의 역대 중국 제왕(帝王)의 측실(側室·妾室)을 가리킨다. 한국에선 흔히 후궁(後宮)을 제왕의 측실의 통칭으로 사용하나 중국에선 황비(皇妃), 빈비(嬪妃), 빈어(嬪御), 비빈(妃嬪) 등의 칭호가 더욱 익숙하며, 당나라를 전후하여 편찬된 사서(史書)엔 비(妃)를 황제의 후궁을 통칭하는 단어로 쓴다. 제왕의 적실(嫡室)인 후(后)와 첩실(妾室·側室)을 통합해 후비(后妃)라고 한다.

## 개요
1. 고대 국가인 하나라와 은나라(상나라)의 제왕의 적실은 왕비(王妃)로 봉작했다. 이 시대 제왕의 후궁은 일부 실명만 알려질 뿐이다. ex. 말희(末喜), 달기(妲己)
2. 주나라의 제왕의 적실을 왕후(王后)라 규정하는데 이는 당시엔 아직 황제(皇帝)를 쓰지 않았으며 《주례》에 "제왕은 오직 1명의 정처를 후(后)로 삼는다."는 내용이 있기 때문이다.
3. 춘추 전국 시대부터 전한(前漢) 개국 전까지 제왕의 여인은 후(后)·비(妃)·부인(夫人)·희(姬)·미인(美人)으로 호칭했는데 같은 인물의 호칭이 혼용(混用)되어 있고 기준이 없어 적·첩을 정확히 구분할 수 없다.
4. 전한(前漢) 시대를 기점으로 황제의 적실로 책봉된 여인과 황제의 생모로서 봉숭·추숭된 여인을 황후(皇后)로 삼는 것이 정식 제도화 된다. 전한 제국의 황실 남성 혹은 제후로서 봉왕(封王)된 왕의 적실과 생모, 외국의 왕의 적실은 옛 제도 그대로 왕후라 규정했는데 이는 후한(後漢) 시대 때 비(妃)로 교체된다. 태자의 적실은 비(妃: 태자비)로 봉한다. 이 제도는 중국의 황실이 사라질 때까지 대체적으로 그대로 쓰여진다.
5. 제왕의 첩의 작위로 비(妃)가 쓰이기 시작한 것은 위진남북조 시대로, 빈(嬪)이 비보다 서열이 높았다. 비(妃)가 작위로서의 빈(嬪)[주 1]의 윗서열로 뚜렷이 교체된 것은 원나라 때에 이르러서이다. 중국 후궁의 호칭으로 비빈(妃嬪)을 쓰기도 하고 빈비(嬪妃)를 쓰기도 하는 것은 이로 인한 것임을 추정할 수 있다.
6. 황제가 사망하여 새로운 황제가 즉위하면 황후는 황태후로 봉숭된다. 이를 정통 황후 혹은 적후(嫡后, 正后)라 구분하며 혼인 순서에 따라 원후(元后: 첫 황후)·계후(繼后: 재혼으로 맞이한 황후)로 구별하기도 한다. 만일 황제가 선황제의 후궁의 아들일 경우엔 황제의 생모인 후궁은 정통 황후와 함께 황태후로 봉숭되며 사후 황후로 추존된다. 이에 추존 황후, 혹은 서후(庶后)라 구분한다. 명나라의 경우엔 적서의 구분을 엄격히 하여 적후의 시호엔 황제의 시호를 더했으며 서후에겐 더하지 않아 결과적으로 적후의 최종 시호는 홀수, 서후의 최종 시호는 짝수로 구성됐다. 또한 아들이 황제로 즉위하기 전에 후궁 신분으로 사망한 서후에겐 황후가 아닌 황태후나 태황태후의 작위로 추존해 황후로 추존된 서후보다 격을 더 낮췄다. 청나라에선 순치제의 추존 황후인 효헌황후만 제외하고 적후와 서후의 시호와 관작에 차별을 두지 않았다.
7. 황후 출신이 아닌 황제의 생모가 반드시 태후가 되는 것은 아니다. 이런 경우 국태비(國太妃)·태비(太妃)를 쓰기도 했다. 황자(皇子: 황제의 아들) 출신이 아닌 황제로서 생부를 황제로 추존하지 못한 황제의 생모는 국태부인(國太夫人)[주 2]으로 봉작되기도 했다.

## 고대
전한 시대에 편찬된 사마천의 《사기》에 따르면 전설시대 삼황오제 중 한 명인 황제(黃帝)에게 4명의 아내(妃)가 있었는데 이 중 가장 뛰어난 아내(妃) 한 명을 으뜸에 두어 원비(元妃)로 삼고, 나머지 세 아내(妃)를 차비(次妃)라 하여 예우에 차등을 두었다고 한다. 이는 어디까지나 같은 입장의 정처 4명에게 서열을 정한 것에 불과하나 이후 1후 3부인의 기원이 되어 원비가 정궁이고 차비가 후궁이라 인식되기도 한다.
주나라의 주공이 지었다고도 전해지는 《의례》《주례》에 따르면 제왕은 오직 1명의 정처를 후(后)로 삼고, 그 외 부인 3원, 빈 9원, 세부 27원, 어처 81원을 둔다고 규정하고 있다. 이것이 현존하는 중국 역사상 최초의 후비제도로 알려지고 있다. 《주례》의 천관총재(天官冢宰) 편에 따르면 3부인에겐 각 81명의 여어(女御)가, 9빈에겐 각 9명, 27세부에겐 각 3명의 여어가 배치되었다고 기록하고 있는데, 여어란 시녀(侍女: 궁녀)를 뜻한다.
춘추전국시대의 공자(孔子)와 그 후학들이 집필한 《예기》곡례편(曲禮篇) 혼의(婚義)에는 "천자(天子)의 후(后)는 궁(宮) 여섯, 부인(夫人) 셋, 빈(嬪) 아홉, 세부(世婦) 스물 일곱, 어처(御妻) 여든 하나를 세워서 천하의 내치(內治)를 맡는다."고 되어 있다. 3부인 위에 6궁이 더해진 것이다.
그러나 고대시대에 이러한 제도가 실현된 기록은 존재하지 않으며, 당시 국가 호구의 규모로나 진의 패망 후 건립된 한나라(전한)의 후비 제도와 비추어도 무리한 사항이 아닐 수 없다.

### 대표인물
- 달기 - 은나라 마지막 제왕인 주왕 제신의 총희이다.
- 서시 - 춘추 전국시대 월나라 사람으로 오나라 왕 부차의 후궁이 되었다. 중국 4대 미인 중 한 명으로 꼽힌다.
- 조희(자초부인) - 진 시황제의 생모로, 여불위의 애첩이었으나 조나라의 인질로 와 있던 진 장양왕의 첩으로 주어졌다.
- 우미인(우희) - 고제 유방의 라이벌이었던 초왕 항우의 총희이다.

## 한나라
한나라는 고제 유방이 기원전 202년에 건국한 전한과 기원후 25년에 광무제 유수가 건국한 후한으로 구별한다. 전한을 서한, 후한을 동한으로 칭하기도 한다.
전한을 건국한 유방은 황후 1인을 두는 주나라의 제도를 답습하였으나 후궁의 작호와 위계는 달리 정하지 않고 전국시대 열국의 제왕의 처첩을 상징하는 호칭인 부인(夫人), 미인(美人), 희(姬)를 썼다. 전한의 7대 황제인 한무제 때에 이르러 황후 아래 여관직(후궁+시녀)인 첩여(婕妤), 형아(娙娥), 용화(傛華), 충의(充依)가 증설되었으며, 한 원제때 소의(昭儀)가 추가되어 황후의 아래에 놓였다. 이후 전한의 후비 제도는 황후 1인 아래 빈어 14등급으로 나뉘었다.
전한 무제 이전
| 1등급              | 2등급      | 3등급      | 4등급      | 5등급      | 6등급      |
| 부인(夫人), 희(姬) |            |            |            |            |            |
| 미인(美人)         | 팔자(八子) | 칠자(七子) | 양인(良人) | 장사(長使) | 소사(少使) |
전한 무제 이후(부분은 원제가 추가함)
| 1등급      | 2등급      | 3등급      | 4등급      | 5등급      | 6등급      | 7등급      | 8등급      | 9등급      | 10등급     | 11등급     | 12등급     | 13등급     | 14등급                                          |
| 소의(昭儀) | 첩여(婕妤) | 형아(娙娥) | 소화(傛華) | 미인(美人) | 팔자(八子) | 충의(充依) | 칠자(七子) | 양인(良人) | 장사(長使) | 소사(少使) | 오관(五官) | 순상(順常) | 공화(共和)·오령(娛靈)· 보림(保林)·양사(良使) 등 |

황태자의 처는 비(妃)로 삼았으며 첩은 양제(良娣)와 유자(孺子)로 삼았다. 황손의 처는 부인으로 삼았고 첩에겐 정식 작호가 없다.
후한에서는 전한 때의 제도를 세습하되 14등급으로 세분했던 후궁의 작위를 대폭 축소하여 4등급으로 나누었다. 이에 귀인(貴人), 미인(美人), 궁인(宮人), 채녀(采女)만 존재했다.

### 대표인물
- 척부인(척희) - 고제 유방의 후궁이다. 고제의 사후에 그의 황후였던 여태후의 보복을 받아 사망했다.
- 구익부인(조첩여) - 무제의 후궁이다. 무제의 여관직 개설로 첩여(婕妤)에 봉작되었고 사후 아들인 전한 소제에 의해 효소태후로 추증되었다.
- 왕소군 - 원제의 후궁에 있었으나 승은을 입진 못한 것으로 알려진다. 흉노의 호한야 선우의 처가 되었다. 중국 4대 미인 중 한 명으로 꼽힌다.
- 조비연 - 무기(舞妓) 출신으로 성제의 후궁이 되었다가 황후에 올랐다. 중국 가냘픈 미인의 대명사다. 여동생 조합덕 역시 성제의 후궁이 되어 소의(昭儀)가 됐다.

## 위진남북조

### 조위(曹魏)
| 1등급      | 2등급      | 3등급      | 4등급      | 5등급      | 6등급      | 7등급      | 8등급      | 9등급      | 10등급     | 11등급     | 12등급     | 13등급     |
| 부인(夫人) | 귀빈(貴嬪) | 숙비(淑妃) | 숙원(淑媛) | 소의(昭儀) | 소화(昭華) | 수용(修容) | 수의(修儀) | 첩여(婕妤) | 용화(容華) | 미인(美人) | 양인(良人) | 차인(鹾人) |

### 진(晉)
| 구분  | 작호 |
| ----- | --- |
| 3부인 | 귀빈(貴嬪), 부인(夫人), 귀인(貴人)                                                                       |
| 9빈   | 숙비(淑妃), 숙원(淑媛), 숙의(淑儀) 수화(修華), 수용(修容), 수의(修儀) 첩여(婕妤), 용화(容華), 충화(充華) |
| 그외  | 미인(美人), 재인(才人), 중재인(中才人)                                                                   |

### 북조(北朝)
북위
북위의 초대 황제인 태조 도무제의 후궁이 모두 부인(夫人)의 작호를 쓴 것으로 미뤄 개국 당시엔 후궁 관제가 특별히 정해지지 않았던 것으로 보인다. 이후 3대 황제인 세조 태무제 때에 이르러 소의(昭儀), 귀인(貴人), 초방(椒房)이 등장하는데, 황후의 바로 아래 서열인 소의를 좌소의(左昭儀)와 우소의(右昭儀)를 나눈 것이 특색이다. 이후 북위의 6대 황제인 효문제 때 한족화 정책이 추진되면서 후궁 제도 역시 주례의 내용을 모방한 형태로 전면 개정되어 황후 아래 준국모의 작위로 좌소의와 우소의를 둔 것만 제외하고 그 아래로 3부인(三夫人), 9빈(九嬪: 3빈과 6빈으로 상하 구별), 세부(世婦), 어녀(御女)로 구분토록 했다.
북제
| 서열  | 구분            | 작호 | 정원   | 품계  |
| ----- | --------------- | --- | ------ | ----- |
| 1등급 |                 | 좌아영(左娥英)·우아영(右娥英) | 각 1인 |       |
| 2등급 |                 | 숙비(淑妃) | 1인    |       |
| 3등급 |                 | 좌소의(左昭儀)·우소의(右昭儀) | 각 1인 |       |
| 4등급 | 3부인           | 홍덕(弘德), 정덕(正德), 숭덕(崇德) | 각 1인 |       |
| 5등급 | 3빈(三嬪: 上嬪) | 융휘(隆徽), 광유(光猷), 소훈(昭訓) | 각 1인 |       |
| 6등급 | 6빈(六嬪: 下嬪) | 선휘(宣徽), 선명(宣明), 응휘(凝暉) 응화(凝華), 순화(順華), 광훈(光訓) | 각 1인 |       |
| 7등급 | 27세부          | 廣訓, 修訓, 靜訓, 敬訓, 敬婉, 敬信, 昭寧, 昭華, 婉華, 芳華, 芳猷, 正華 光正, 茂光, 明範, 明信, 明淑, 弘猷, 弘徽, 令則, 暉則, 暉範, 貞範, 艷儀 曜儀, 曜德, 和德 | 각 1인 | 종3품 |
| 8등급 | 81어처          | 茂德, 敬茂, 茂範, 妙範, 修範, 英範, 暉章, 瓊章, 瑤章, 良媛, 良信, 正信 柔華, 思柔, 令儀, 秀儀, 慎儀, 妙儀, 婉儀, 修靜, 茂儀, 潤儀, 麗儀, 弘儀 肅儀, 穆儀, 穆閨, 穆華, 明懿, 崇明, 明訓, 明艷, 敬順, 崇敬, 修敬, 敬寧 昭順, 昭容, 昭慎, 穆光, 曜光, 光範, 內範, 艷光, 媛光, 彭媛, 肅容, 靜肅 肅閨, 懷順, 懷德, 貞懿, 貞凝, 貞穆, 貞媛, 貞慎, 弘慎, 徽淑, 徽娥, 弘艷 艷華, 婉德, 明婉, 艷婉, 芳婉, 凝婉, 修媛, 修禮, 英淑, 淑懿, 淑猗, 承閒 修閒, 閒華, 麗則, 柔則, 良則, 妙則, 訓成, 寧訓, ? | 각 1인 | 정4품 |
북주(北周)

### 남조(南朝)
송
제
양
진

## 당나라
내명부
| 구분   | 품계              | 작호 | 정원    |
| ------ | ----------------- | --- | ------- |
| 4부인  | 정1품             | 귀비(貴妃), 숙비(淑妃) 덕비(德妃), 현비(賢妃)                                                            | 각 1인  |
| 9빈    | 정2품             | 소의(昭儀), 소용(昭容), 소원(昭媛) 수의(修儀), 수용(修容), 수원(修媛) 충의(充儀), 충용(充容), 충원(充媛) | 각 1인  |
| 27세부 | 정3품 정4품 정5품 | 첩여(婕妤) 미인(美人) 재인(才人)                                                                         | 각 9인  |
| 81어처 | 정6품 정7품 정8품 | 보림(寶林) 어녀(御女) 채녀(采女)                                                                         | 각 27인 |
태자궁
| 정3품      | 정4품      | 정5품      | 정7품      | 정9품      |
| 양제(良娣) | 양원(良媛) | 승휘(承徽) | 소훈(昭訓) | 봉의(奉儀) |
| 2인        | 6인        | 10인       | 16인       | 24인       |
※이후 側妃, 太子嬪 추가

### 대표 인물
- 측천무후 : 당 태종의 후궁 재인(才人: 정5품)이었다. 당 태종의 사후 관례대로 비구니가 되었다가 당 고종의 황후인 왕씨가 정적인 숙비 소씨를 견제할 목적에 당 고종이 황태자 시절에 마음에 두었었던 서모 측천무후를 입궁시켜 당 고종의 소의로 삼고 숙비를 축출했다. 이로 비(妃)로 승격한 측천무후는 왕황후 역시 축출하고 황후에 올랐으며, 당 고종의 사후 황위에 오른 아들 당 예종을 폐하고 스스로 황제에 올랐다.
- 한국부인 무씨 : 본명은 무순(武順)이다. 측천무후의 언니로서 황궁에 드나들다 당 고종과 통간하는 사이가 됐다고 전한다. 사후 특별히 국부인(國夫人: 정1품 관원의 모친과 아내의 작위)으로 추증되었다. 《구당서》에는 당 고종의 6남인 노왕 이현이 측천무후의 소생이 아닌 한국부인의 소생이라 전하고 있다.
- 위국부인 하란씨 : 한국부인 무씨의 딸로, 측천무후의 이질녀이다. 당 고종과 추문 관계에 있던 어머니 한국부인의 사후에 특별히 국부인으로 봉작됐다. 이모부인 당 고종과 통간하여 측천무후에게 살해됐다고 전한다.
- 양귀비 : 당 현종의 후궁으로 본래는 당 현종의 아들 수왕 이모의 왕비였다. 중국의 4대 미인 중 한 명으로, 풍만한 미인의 대명사로 꼽힌다.
- 정순황후 무씨 : 당 현종의 후궁이자 추존 황후로, 그녀의 생전 작위였던 무혜비로 더욱 유명하다. 당 현종의 극진한 총애를 받아 사후 정순황후로 추존됐으나 당 숙종이 즉위한 뒤 생모 귀빈 양씨(원헌황후)의 정적이었던 무씨의 황후로서의 예우를 일절 폐했다.

## 송나라
송나라 개국 초의 후비 제도는 당나라의 것을 답습해 1후 3부인 9빈 그리고 세부를 두었다. 그러나 진종과 인종을 거쳐 9빈이 18인으로 대폭 증원되어 종전의 소의(昭儀), 소용(昭容), 소원(昭媛), 수의(修儀), 수용(修容), 수원(修媛), 충의(充儀), 충용(充容), 충원(充媛)에 태의(太儀), 귀의(貴儀), 숙의(淑儀), 숙용(淑容), 순의(順儀), 완의(婉儀), 완용(婉容) 등이 추가되었다. 진종 때 종전의 3부인(귀비, 숙비, 덕비)에 신비(宸妃: 송 인종의 생모)가 더해졌고, 인종 때 5부인으로 증원되어 현비(賢妃), 정비(净妃)가 있었다.
세부에는 정3품 첩여(婕妤), 정4품 미인(美人), 정5품 재인(才人), 귀인(貴人) 등이 있으며 이외 국부인(國夫人), 군부인(郡夫人), 부인(夫人)과 군군(郡君), 현군(縣君) 등의 외명부 작위를 가져다 쓰기도 했다.

### 대표인물
- 이사사 : 정식 후궁은 아니지만 송 휘종의 사랑을 차지했던 명기(名妓)이다. 휘종의 정궁인 정황후의 반대로 입궁치 못해 휘종이 황궁에서 그녀의 집까지 이어지는 지하도를 뚫어 수시로 은밀히 거둥해 그녀와 지냈다. 송이 금에 의해 짓밟힌 후, 그녀의 명성을 듣고 군대를 돌려 달려온 금나라 군사들 앞에서 절개를 지키기 위해 비녀로 목을 찔렀으나 실패하고 비녀를 부러뜨려 삼키고 죽었다. 이후 송나라 사람이 두 사람의 사랑을 기려 지은 《이사사외전(李師師外傳)》이 전해진다.

## 금나라
금나라 초기엔 당나라의 후비 제도인 1후 4부인 9빈 27세부 81어처 제도를 수용했는데, 당나라의 4부인(귀비, 숙비, 덕비, 현비)에 원비(元妃)를 더하여 황후 아래 1등 후궁의 작위에 올리고 신분·출신 등의 이유로 황후에 올리지 못한 원배(元配·初室)의 작위로 썼다. 이후 태자가 황위를 승계하고 태자비가 황후에 오르는 것이 정착되면서 원비 역시 평범한 1등 후궁의 작위로 정착된다.
| 구분   | 품계              | 작호 | 정원    |
| ------ | ----------------- | --- | ------- |
| 부인   | 정1품             | 원비(元妃), 귀비(貴妃) 숙비(淑妃), 덕비(德妃), 현비(賢妃)                                                | 각 1인  |
| 9빈    | 정2품             | 소의(昭儀), 소용(昭容), 소원(昭媛) 수의(修儀), 수용(修容), 수원(修媛) 충의(充儀), 충용(充容), 충원(充媛) | 각 1인  |
| 27세부 | 정3품 정4품 정5품 | 첩여(婕妤) 미인(美人) 재인(才人)                                                                         | 각 9인  |
| 81어처 | 정6품 정7품 정8품 | 보림(寶林) 어녀(御女) 채녀(采女)                                                                         | 각 27인 |
4대 황제이자 폐황제인 금 해릉왕 때에 이르러 미인을 밝혔던 그의 탐욕 아래 12비(妃)로 대폭 증가하기도 했다. 8대 황제인 금 선종 때 이르러 후비 제도가 다시 정비되어 작위와 숫자를 대폭 축소했다. 이에 5부인이 귀비(貴妃)·진비(真妃)·숙비(淑妃)·여비(麗妃)·유비(柔妃)로 교체되었고, 9빈은 종전의 것을 그대로 두었으나 첩여(婕妤)를 추가하고, 정3품에 여인(麗人)과 재인(才人), 정4품에 순의(順儀)·숙화(淑華)·숙의(淑儀)를 뒀다. 그 아래는 여관(女官)으로 삼았다.

## 원나라
원나라를 세운 몽골인은 유목민족의 특성대로 일부다처제의 혼인 형태를 가졌다. 이는 금나라를 세운 여진족과 마찬가지이나 당나라의 후비제도를 수용하여 오직 1명의 황후를 두었던 금나라와는 달리 원나라 황제는 다수의 황후를 두어 고유의 일부다처제 결혼 문화를 고수했다. 이로 인해 원나라의 후비제도는 오직 황후·비(妃·妃子)·빈(嬪)의 3등급으로만 구성되었으며 정원엔 제한이 없었다. 예외적으로 원 혜종 때 비(妃)·빈(嬪)을 모두 두었을 뿐만 아니라 재인(才人)도 썼다.

### 대표인물
- 기황후 : 고려의 공녀 출신으로 원 황실의 궁녀로 있다가 원 혜종의 눈에 들어 후궁이 되었다. 이후 황후로 등극했다.

## 명나라
명의 기본적인 후비 제도는 6궁으로 한 명의 정궁(正宮)인 황후(皇后) 아래 후궁인 비(妃)를 둔다. 초기엔 비 중 귀비(貴妃)를 으뜸으로 두었으며, 그 외의 비는 전 황조처럼 호(號)를 정해둔 것이 아니라 숙비, 순비, 영비, 현비, 여비, 혜비, 공비, 강비, 장비, 유비 등 임의로 선택하여 차등을 두지 않았다. 비 외에도 비의 하위 등급인 첩여(婕妤), 소의(昭儀), 귀인(貴人), 미인(美人), 답응(答應) 등의 작위를 서용하기도 했는데 이들을 서비(庶妃)라 총칭한다.
비공식 7대 황제인 대종 경태제 때 이르러 황후(皇后)와 귀비(貴妃)의 복합어인 황귀비(皇貴妃)란 새로운 작위가 최초로 등장해 황후에 준하는 등급으로서 귀비의 위에 놓인다. 이 작위가 만들어진 당시가 경태제의 황후 항씨의 국상 중이었으며 다음 해에 경태제가 폐위되었고, 같은 이유로 경태제의 다른 후궁들에 대한 정보도 기록에 거의 남아있지 않아 이때의 황귀비의 작위에 대한 정확한 정의를 내릴 순 없지만 훗날 청나라 때 그랬던 것처럼 황후의 국상이 마칠 때까지 책봉을 유보하면서 그 동안 황후의 직임을 대리하며 후궁을 다스리도록 하기 위해 만든 작위였을 가능성은 배제할 수 없다. 황귀비의 작위가 다시 쓰인 것은 31년 후인 8대 황제인 헌종 성화제 때이다. 황제 즉위 후 유모였던 만씨를 후궁으로 맞이해 폐륜이라는 주변의 질시에도 극진한 애정을 쏟아 귀비(貴妃)에까지 진봉시켰던 성화제는 성화 23년(1487년) 그녀가 사망하자 황후로 추존치는 못하고 대신 부황 천순제가 복위 뒤 무효화시켰던 황귀비 작위를 부활하여 귀비 만씨를 황귀비로 추봉했다. 이것을 전례 삼아 성화제의 손자인 세종 가정제(11대)가 갓 책봉한 황태자의 생모 소비 왕씨를 황귀비로 격상했으며, 다음 해 가정제의 장남으로서 사망 후 특별히 태자로 추시해줬던 애충태자의 생모 귀비 염씨가 사망하자 역시 황귀비로 추시해주었다. 이후 명나라의 황귀비는 황태자 혹은 황태자 예정자의 생모를 책봉하거나, 귀비 혹은 각별한 총애를 받은 정비(正妃: 정식 비)를 사후에 추증하는 작위로 쓰인다.
빈(嬪)은 명나라 황태자의 후궁의 작위 중 하나로, 황제의 후궁으로 입궁이 내정된 자의 임시 작위로도 쓰였다. 이후 가정제 때 이르러 빈(嬪)이 황제의 후궁의 정식 작위로도 쓰이기 시작해 비(妃: 작위) 아래이자 서비(庶妃) 중 으뜸인 귀인(貴人)의 위에 놓이게 된다. 이후 빈(嬪)까지를 정비(正妃: 정식 후궁), 귀인 이하를 서비(庶妃)로 구분한다.
태자의 후궁의 작위로는 본래 빈(嬪)이 있었으나 이후 빈은 황제의 후궁의 작위로 옮겨지고, 대신 재인(才人)·선시(选侍)·숙녀(淑女)를 두어 재인을 태자의 정궁인 태자비 바로 아래의 서열에 두고 숙녀를 가장 아래에 두었다. 친왕의 후궁은 시첩(侍妾)이다.
명나라의 경우 적후(嫡后)와 서후(庶后)를 뚜렷이 구별했는데, 적처(嫡妻: 태자비, 친왕비 포함)로서 황후로 책봉되거나 추존된 적후는 홀수(기본 13자)로 이뤄진 시호를, 후궁으로서 황후로 책봉된 경력이 없이 사후에 황후로 추존된 서후는 짝수(기본 12자)로 이뤄진 시호를 추시받는다. 또, 후대 황제의 친모 혹은 친조모로서, 일찍이 사망하여 황태후로도 존봉된 적도 없는 경우엔 황후로 추존하지 못하고 황태후 혹은 태황태후로 추존했는데, 이 추존 작위로서의 황태후와 태황태후는 추존 작위로서의 황후보다 아래이다.

### 대표인물
- 만귀비 - 8대 황제 헌종 성화제의 유모로, 황제로 즉위한 성화제의 후궁이 되었다. 사후 황귀비로 추봉됐다.

- 강혜장숙여비 ㅡ 조선 출신 공녀로, 인수대비의 고모이자 그 아비인 한확의 누이이다. 영락제의 비였으며 황후의 역할을 했고 영락제 사후 순장되었다.

- 공신여비한씨 ㅡ 강혜장숙여비의 동생으로 선덕제의 후궁이었다. 부군인 선덕제 사후에도 순장당하지 않고 8대 황제 성화제 때까지 살다가 82세의 나이로 죽는다.

## 청나라
더 자세한 것은 청나라의 후궁을 참조하기 바람
후금 당시
| 정의            | 작위명                | 구분           | 사칭(史稱)1 | 비고                                                              |
| --------------- | --------------------- | -------------- | ----------- | ----------------------------------------------------------------- |
| 적실(嫡室·正室) | 적복진(嫡福晉·正福晉) | 대복진(大福晉) | 대비(大妃)  | 으뜸 부인                                                         |
| 적실(嫡室·正室) | 적복진(嫡福晉·正福晉) | 계복진(繼福晉) | 계비(繼妃)  | 2등 이하 적처                                                     |
| 적실(嫡室·正室) | 적복진(嫡福晉·正福晉) |                | 원비(元妃)  | 처음 맞이한 아내(=元配)                                           |
| 측실(側室)      | 측복진(側福晉)        |                | 측비(側妃)  | 정식 후궁                                                         |
| 천첩(賤妾)      | 서복진(庶福晉)        |                | 서비(庶妃)  | 신분·출신 등의 이유로 정식 후궁으로 봉작되지 못하거나 소외된 여성 |
| 천첩(賤妾)      | 격격(格格)            |                | 서비(庶妃)  | 신분·출신 등의 이유로 정식 후궁으로 봉작되지 못하거나 소외된 여성 |
1. 집필 과정에서 사관이 독자의 이해의 용이함을 위해 한어(漢語: 중국어)가 아닌 이민족 언어로 된 작위명을 보편적인 작위명으로 바꿔 쓴 임시 이칭.
2대 태종 숭덕제 ~ 3대 세종 순치제 중기
| 서열 | 중궁(中宮) | 동궁(東宮)  | 서궁(西宮) | 차동궁(次東宮) | 차서궁(次西宮) |
| 배치 | 황후       | 신비(宸妃)2 | 귀비(貴妃) | 숙비(淑妃)     | 장비(莊妃)     |
2. 1641년(숭덕 6년) 원비(元妃)로 존숭됨.
3대 세종 순치제 후기
4대 성조 강희제 이후
| 구분                                      | 작호           | 정원   | 비고                                                          |
| ----------------------------------------- | -------------- | ------ | ------------------------------------------------------------- |
| 정비(正妃)                                | 황귀비(皇貴妃) | 1인    | 책립식(冊立式) 거행, 금책(金冊)과 금보(金寶) 받음             |
| 정비(正妃)                                | 귀비(貴妃)     | 2인    | 금책(金冊)과 금보(金寶) 받음                                  |
| 정비(正妃)                                | 비(妃)         | 4인    | 금책(金冊)과 금인(金印) 받음                                  |
| 정비(正妃)                                | 빈(嬪)         | 6인    | 금책(金冊) 받음                                               |
| 서비(庶妃)                                | 귀인(貴人)     | 무제한 | 금책·금인 X 봉작되지 못한 관녀(官女)와 함께 서비(庶妃)로 통칭 |
| 서비(庶妃)                                | 상재(常在)     | 무제한 | 금책·금인 X 봉작되지 못한 관녀(官女)와 함께 서비(庶妃)로 통칭 |
| 서비(庶妃)                                | 답응(答應)     | 무제한 | 금책·금인 X 봉작되지 못한 관녀(官女)와 함께 서비(庶妃)로 통칭 |
| note명나라와 청나라 후궁에겐 품계가 없다. |                |        |                                                               |

청대 황궁의 규정에 따르면 나이가 약간 많은 여덟 명의 단정한 궁녀를 선발해 아직 결혼을 하지 않은 황제와 잠자리를 갖게 했다. 이 여덟 명의 궁녀들은 사의(司儀)·사문(司門)·사침(司寢)·사장(司帳)의 4개의 직함을 부여받고 봉록을 받는 등 일반 궁녀와는 다른 대우를 받았다. 이 규정의 목적은 어린 황제가 황후와의 첫날밤에 당황하지 않도록 미리 성경험을 갖게 하는 것과, 일찍이 성에 눈뜨게 하여 쉽게 성적 충동을 느끼게 함으로써 가까이에 있는 여성과 언제든 성관계를 갖게 하고 후사를 넓히는데 있었다.

## 같이 보기
- 하렘